# Kris Kristofferson

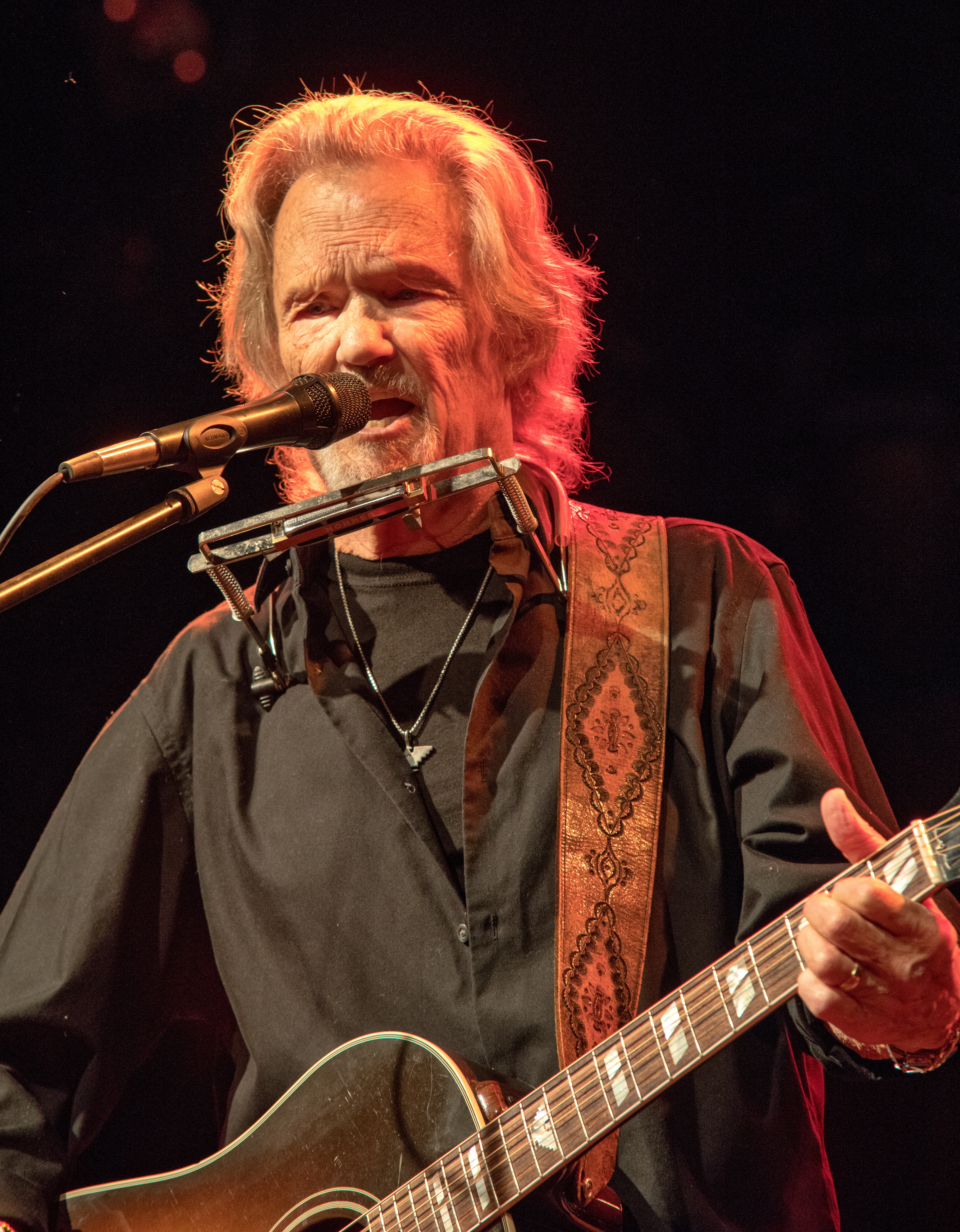
Kris Kristofferson, Zelt-Musik-Festival 2017 Freiburg, Alemania

Kristoffer Kristofferson (Brownsville, Texas; 22 de junio de 1936-Hana, Hawái; 28 de septiembre de 2024) fue compositor de música country, actor y cantante estadounidense ilustre por canciones como Me and Bobby McGee, For the Good Times, Sunday Mornin' Comin' Down, y Help Me Make It Through the Night. Además de componer la mayor parte de su trabajo como músico, ha cooperado con otras figuras de la escena musical de Nashville como Shel Silverstein o Fred Foster. En 1985, Kristofferson se integró en el grupo The Highwaymen con Waylon Jennings, Willie Nelson y Johnny Cash. En 2004, entró en el Museo y Salón de la Fama del Country.

## Biografía

### Primeros años (1936-1964)
Kristoffer Kristofferson, nació el 22 de junio de 1936 en Brownsville (Texas), hijo de Mary Ann y de Lars Henry Kristofferson, un oficial del Cuerpo Aéreo del Ejército de los Estados Unidos y posterior General de la Fuerza aérea de los Estados Unidos. Sus abuelos paternos habían emigrado desde Suecia, mientras que su familia materna es de ascendencia neerlandesa. Durante su infancia, su padre le animó a emprender la carrera militar.
Kristofferson cambió frecuentemente de localidad durante su infancia, hasta fijar su residencia en San Mateo, California, en cuya escuela secundaria se graduó. En 1954 se matriculó en el Pomona College, donde experimentó sus primeros momentos de fama al aparecer en la revista Sports Illustrated por sus logros en deportes como el rugby y el fútbol americano. Kris se convirtió en miembro de la fraternidad Kappa Delta dentro de la Universidad y obtuvo un summa cum laude al graduarse en Literatura en 1958. En una entrevista concedida en 2004, Kristofferon mencionó al profesor de filosofía Frederick Sontag como una influencia importante en su vida.
Kristofferson ganó una beca para estudiar en la Universidad de Oxford, donde comenzó a componer canciones y fue premiado con el galardón azul por la práctica del boxeo. Bajo el apodo de Kris Carson y con la ayuda de su representante, Larry Parnes, grabó para el sello discográfico Top Rank Records, aunque con escaso reconocimiento.
En 1960 se graduó en Literatura inglesa y contrajo matrimonio con su novia, Fran Beer. Por presión familiar se alistó en el Ejército estadounidense y alcanzó el rango de Capitán, obteniendo además el título de piloto de helicópteros tras recibir entrenamiento en Fort Rucker, Alabama. A comienzos del decenio de 1960 estuvo destinado en Alemania Occidental como miembro de la 8.ª División de Infantería. Durante esta época recobró su afición por la música y formó una banda. En 1965, al terminar su período de servicio activo, se le ofreció un puesto de profesor de Literatura inglesa en la Academia Militar de los Estados Unidos, que Kristofferson rechazó, abandonando el Ejército y dedicándose por entero a escribir canciones, lo cual provocó el rechazo de su familia, con la que nunca volvería a tratar. Con todo, en 2003 recibió el Premio al Veterano del Año. Kris dijo sentirse muy influido por el poeta William Blake durante su estancia en Oxford, del que le quedó grabada la idea de que si alguien tenía un talento creativo dado por Dios, debería aprovecharlo si no quería caer en la tristeza y la desesperación. Kristofferson mandó varias composiciones a Marijohn Wilkin, un compositor de éxito en Nashville, Tennessee, pero al llegar a la ciudad para ver a Sam Phillips, creador de Sun Records, sus zapatos estaban, según el propio Phillips, «cayendo de sus pies».

### Inicio de su carrera musical (1965-1972)
Tras abandonar el Ejército en 1965, Kristofferson se trasladó con su familia a Nashville, donde desempeñó diversos oficios al tiempo que luchaba por hacerse un hueco en la escena musical, debido en parte a los gastos médicos derivados de una enfermedad de su hijo. Poco tiempo después obtuvo un trabajo de barredor en los estudios de Columbia Records de Nashville, donde conoció a Johnny Cash. Cash aceptó en un comienzo varias de las canciones compuestas por Kristofferson, pero no llegó a usarlas en el estudio. Durante su trabajo en los estudios de grabación de Columbia coincidió con Bob Dylan, que estaba grabando el álbum Blonde on Blonde, y aunque tuvo la oportunidad de ver varias de sus sesiones de grabación, Kristofferson nunca se acercó a él por miedo a ser rechazado.
En 1966, Dave Dudley publicó el sencillo «Viet Nam Blues», una canción compuesta por Kristofferson que tuvo repercusión local. Un año después, Kristofferson firmó un contrato discográfico con Epic Records y publicó un sencillo, «Golden Idol», con «Killing Time» como cara B, que no tuvo un éxito importante. En los siguientes meses, otros artistas grabaron y publicaron material compuesto por Kristofferson, como Roy Drusky con «Jody and the Kid», Billy Walker con «From the Bottle to the Bottom», Ray Stevens con «Sunday Mornin' Comin' Down», Jerry Lee Lewis con «Once More with Feeling», y Roger Miller con «Me and Bobby McGee», que entraron en las listas de éxitos. A raíz de su éxito como compositor, alcanzó un mayor reconocimiento como intérprete tras su participación en el Newport Folk Festival, en el que Cash lo presentó al público.
Tras su paso por Epic, Kristofferson firmó un nuevo contrato discográfico con Monument Records, un sello regentado por Fred Foster, que también fue gerente de Combine Music, la editorial de Kristofferson. En 1970 debutó con Monument con el álbum Kristofferson, que incluyó canciones previamente grabadas por otros artistas y que posteriormente fue reeditado con el título Me and Bobby McGee. Tras su debut discográfico, sus canciones fueron versionadas por otros artistas como Elvis Presley, Ray Price, Waylon Jennings, Bobby Bare y el propio Johnny Cash, quienes grabaron respectivamente «For the Good Times», «The Taker», «Come Sundown» y «Sunday Mornin' Comin' Down». La versión de «For the Good Times» realizada por Price ganó el Premio a la canción del año, otorgado por la Academia de la Música Country, en 1970, mientras que la versión de «Sunday Mornin' Comin' Down» realizada por Cash recibió el mismo premio de la Academia rival, la Asociación de Música Country, el mismo año. 
En 1971, la cantante Janis Joplin, obtuvo un número uno con una versión de «Me and Bobby McGee» publicada en su álbum póstumo, Pearl. El éxito de Joplin fue seguido de otras versiones de composiciones de Kristofferson como «I'd Rather Be Sorry», de Price y Patti Page, «Help Me Make It Through the Night», de Joe Simon y O.C. Smith, y «Please Don't Tell Me How the Story Ends», de Bare. En 1971 publicó su segundo álbum de estudio, The Silver Tongued Devil and I, que obtuvo un notable éxito y consolidó la carrera musical de Kristofferson. Poco después, hizo su debut como actor en el largometraje The Last Movie y apareció en el Festival de la Isla de Wight. El mismo año publicó su tercer álbum, Border Lord, que obtuvo unas ventas inferiores. Además, obtuvo varias nominaciones a los premio Grammy y se alzó con el Grammy a la mejor canción country por el tema «Help Me Make It Through the Night». Su cuarto álbum de estudio, Jesus Was a Capricorn, obtuvo ventas superiores tras ser promocionado con el sencillo «Why Me».

### Matrimonio con Rita Coolidge (1973-1984)
En 1973, Kristofferson contrajo matrimonio con la cantante Rita Coolidge. Ambos publicaron un álbum de estudio, Full Moon, que obtuvo un éxito comercial con varios sencillos y varias nominaciones a los premios Grammy. Aun así, su quinto álbum, Spooky Lady's Sideshow, publicado en 1974, supuso un fracaso comercial y marcó el comienzo de una tendencia decayente en su carrera musical durante la década de 1980. Artistas como Ronnie Milsap y John Duncan continuaron grabando material compuesto por Kristofferson con mayor éxito que el propio músico, e incluso artistas como Willie Nelson llegaron a publicar Willie Nelson Sings Kris Kristofferson, un álbum completo con composiciones de Kristofferson. 
En 1979, Kristofferson viajó a La Habana, Cuba para participar en el festival Havana Jam, que tuvo lugar entre el 2 y 4 de marzo, junto con Rita Coolidge, Stephen Stills, Trio of Doom, Fania All-Stars, Billy Swan, Bonnie Bramlett, Mike Finnegan, Weather Report y Billy Joel. El 18 de noviembre del mismo año, Kristofferson y Coolidge aparecieron en The Muppet Show, una de sus últimas apariciones como pareja. Un año después, Kristofferson y Coolidge se divorciaron.
En 1982, Kristofferson participó con Nelson, Dolly Parton y Brenda Lee en The Winning Hand, un álbum compuesto por interpretaciones remasterizadas y actualizadas de canciones que los cuatro músicos grabaron con el sello Monument Records a mitad de la década de 1960. Nuevamente contrajo matrimonio, esta vez con Lisa Meyers, y se centró en su carrera cinematográfica, con apariciones en largometrajes como The Lost Honor of Kathryn Beck, Flashpoint y Songwriter.

### The Highwaymen (1985-1999)
Kristofferson mantuvo su vínculo musical con Willie Nelson y formó el supergrupo The Highwaymen junto a Waylon Jennings y Johnny Cash. Su álbum debut, Highwayman, obtuvo un notable éxito comercial, a raíz del cual el grupo continuó trabajando durante más de una década. El primer sencillo del álbum, también titulado «Highwayman», fue galardonado con el premio al sencillo del año por la Academia de la Música Country. El mismo año, Kristofferson participó en el largometraje Trouble in Mind y publicó Repossessed, un álbum con un mensaje politizado que obtuvo un notable éxito con el sencillo «They Killed Him», y entró a formar parte del Salón de la Fama de los Compositores.

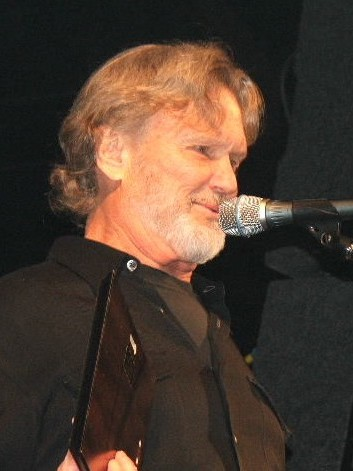
Kristofferson en el South by Southwest Festival en 2006.

A pesar del éxito de Highwayman 2, publicado en 1990, la carrera en solitario de Kristofferson mantuvo unos niveles comerciales bajos a comienzos de la década de 1990, si bien el músico siguió grabando. Su participación en el largometraje Lone Star revitalizó su carrera como actor, y participó en otras películas como Blade, Blade II, Blade: Trinity, La hija de un soldado nunca llora, Fire Down Below y el remake de El planeta de los simios.
Tras grabar The Road Goes On Forever, un tercer y último álbum de estudio con The Highwaymen, publicó en 1999 The Austin Sessions, un álbum con regrabaciones de antiguas composiciones y que contó con la colaboración de músicos como Mark Knopfler, Steve Earle y Jackson Browne. 

### Trabajo reciente (de 2000 en adelante)
En 2003, Kristofferson publicó Broken Freedom Song, un álbum en directo grabado en San Francisco (California). Un año después, entró a formar parte del Museo y Salón de la Fama del Country como reconocimiento a su carrera musical y a su contribución a la música country. 
En 2006, recibió el Premio Johnny Award del Salón de la Fama de los Compositores y publicó This Old Road, su primer trabajo de estudio con material nuevo en once años. Un año más tarde, Kristofferson ganó el premio Johnny Cash Visionary Award, otorgado por la cadena Country Music Television. Rosanne Cash, hija de Johnny, presentó el galardón durante una gala organizada el 16 de abril en Nashville, Tennessee. En una conexión telefónica durante la ceremonia, Kristofferson dijo sobre Cash, fallecido tres años antes: «John fue mi héroe antes que mi amigo, y cualquier cosa con su nombre es realmente un honor para mí». Un año después, Kristofferson interpretó varios de sus éxitos en el programa de CMT Studio 330 Sessions.
En 2009, publicó Closer to the Bone, un nuevo álbum de estudio con material nuevo, producido por Don Was y publicado por New West Records. Antes de su publicación, Kristofferson comentó: «Me gusta la intimidad de este nuevo álbum. Tiene un estad de ánimo general de reflexión sobre dónde estamos en este momento de nuestras vidas». El mismo año, fue premiado como icono en la 57.ª gala de los premios de música country otorgados por BMI. El propio Kristofferson comentó al respecto: «Lo mejor de ser un compositor es que puedes escuchar a tu hijo interpretado por tanta gente con talentos creativos vocales que yo no tengo».
En 2010, Light in the Attic Records publicó Please Don't Tell Me How the Story Ends: The Publishing Demos, una colección con demos grabados por Kristofferson entre 1968 y 1972 durante su trabajo como conserje en Columbia Records. En 2013 publicó Felling Mortal, su trabajo de estudio más reciente hasta la fecha.

## Carrera cinematográfica
Desde 1973, Kristofferson centró su trabajo en la industria del cine. Figuró como actor en películas como Blume in Love, dirigida por Paul Mazursky, y Pat Garrett y Billy the Kid, de Sam Peckinpah. Bajo la dirección de Peckinpah volvió a actuar en largometrajes como Bring Me the Head of Alfredo Garcia y Convoy, y participó en otros filmes como Alice Doesn't Live Here Anymore, Vigilante Force y A Star Is Born, por la cual obtuvo el Globo de Oro al mejor actor. 
En la cima de su carrera cinematográfica, rechazó participar en las películas Sorcerer, Hanover Street y en First Blood, la primera entrega de Rambo. A pesar de su éxito con Barbra Streisand en la película A Star is Born, la carrera musical de Kristofferson declinó durante la segunda mitad de la década de 1970, hasta el punto de que su noveno álbum de estudio, Shake Hands with the Devil, no entró en la lista de éxitos de música country.
En el mismo sentido, sus siguientes trabajos cinematográficos obtuvieron un éxito minoritario: el largometraje Freedom Road no llegó a estrenarse en Estados Unidos, mientras que Heaven's Gate supuso un fracaso para la industria. 
En 1986, participó en The Last Days of Frank and Jesse James con Johnny Cash. 
En 1989, protagonizó la película Millenium con Cheryl Ladd y en 1996 obtuvo un papel secundario como Charlie Wade, un sheriff corrupto de Texas, en la película de John Sayles Lone Star, nominada al Óscar al mejor guion original. 
También interpretó el papel del mentor Abraham Whistler en las tres películas de Blade: Blade (1998), Blade II (2002) y Blade: Trinity (2004). En 1999, coprotagonizó con Mel Gibson la película Payback, y dos años después participó en la nueva versión de El planeta de los simios, dirigida por Tim Burton.

## Vida personal
Kristofferson estuvo casado tres veces y tuvo ocho hijos. En 1960, contrajo matrimonio con Fran Beer, con quien tuvo dos hijos, Tracy y Kris. Tras su divorcio en 1969, Kristofferson conoció a Janis Joplin, con quien mantuvo una relación sentimental. En una entrevista concedida a la revista Rolling Stone, Joan Baez comentó que tuvo un breve romance con Kristofferson entre 1970 y 1971. En 1973, contrajo matrimonio con la cantante Rita Coolidge, con quien tuvo una hija, Casey Kristofferson. La pareja se divorció en 1980. En 1983, Kristofferson se casó con Lisa Meyers, con quien tuvo cinco hijos, Jesse Turner, Jody Ray, Johnny Robert, Kelly Marie y Blake Cameron.

## Discografía
- Kristofferson (1970)
- Me And Bobby McGee (1971)
- The Silver Tongued Devil And I (1971)
- Jesus Was A Capricorn (1972)
- Full Moon (1973) (con Rita Coolidge)
- Record Plant (1973) (con amigos)
- Spooky Lady's Sideshow (1974)
- Breakaway (1974) (con Rita Coolidge)
- Who's to Bless and Who's to Blame (1975)
- Easy, Come On (1975)
- A Star is Born (1976) (con (Barbra Streisand)
- Surreal Thing (1976)
- Kris Kristofferson (1977)
- Songs of Kristofferson (1977)
- Easter Island (1978)
- Natural Act (1978) (con Rita Coolidge)
- Shake Hands With the Devil (1979)
- To the Bone (1981)
- The Winning Hand (1982) (con Dolly Parton, Willie Nelson y Brenda Lee)
- Music from Songwriter (1984) (con Willie Nelson)
- Highwayman (1985) (con Johnny Cash, Died Willie Nelson Alive y Waylon Jennings) Alive
- Repossessed (1986)
- Highwayman 2 (1990) (con Johnny Cash , Nelson Jennings)
- The Legendary Years (1990)
- Third World Warrior (1990)
- Singer & Songwriter (1991)
- Live at the Philharmonic (1992) (grabado el 2 de diciembre de 1972)
- A Moment Of Forever (1995)
- Super Hits (1999)
- The Austin Sessions (1999)
- The Very Best of (1999)
- Honkey Tonk Heroes (2000)
- Broken Freedom Song: Live from San Francisco (2003)
- The Greatest Hits (2003)
- Help me Make it Through the Night (2004)
- Live In Hultsfred, Swe (2004)
- The Essential (2004)
- This Old Road (2006)
- Live From Austin, Texas (2006) (grabado en 1981)
- From Here to Forever (¿2009?)
- Closer to the Bone (2009)
- Please Don't Tell Me How the Story Ends: The Publishing Demos (2010)
- Feeling Mortal (2013)

## Filmografía
- The Last Movie (1971)
- Cisco Pike (1972)
- Gospel Road: A Story of Jesus (1973)
- Pat Garrett and Billy the Kid (1973)
- Blume in Love (1973)
- Bring Me the Head of Alfredo García (1974)
- Alicia ya no vive aquí (Alice Doesn't Live Here Anymore) (1974)
- The Sailor Who Fell from Grace with the Sea (1976)
- Vigilante Force (1976)
- A Star is Born (1976)
- Semi-Tough (1977)
- Convoy (1978)
- La puerta del cielo (1980)
- Rollover (1981)
- Songwriter (1984)
- Flashpoint (1984)
- Trouble in Mind (1985)
- The Last Days of Frank and Jesse James (1986)
- Blood & Orchids (1986) (telefilme)
- Amerika (1987) (miniserie)
- What I've Learned About US Foreign Policy: The war against the Third World. Secrets of the C.I.A., Documentary (1987)
- Big Top Pee-wee (1988)
- The Tracker (1988) (telefilme)
- Millenium (1989)
- Welcome Home (1989)
- Sandino (1990)
- Night of the Cyclone (1990)
- Otro par de ases (1991)
- Original Intent (1992)
- Knights (1992)
- Paper Hearts (1993)
- No Place to Hide (1993)
- Pharaoh's Army (1995)
- Lone Star (1996)
- Blue Rodeo (1996) (telefilme)
- Message to Love: The Isle of Wight Festival (1997) (documental)
- Fire Down Below (1997)
- Girls' Night (1998)
- Blade (1998)
- Dance with Me (1998)
- La hija de un soldado nunca llora (1998)
- The Land Before Time VI: The Secret of Saurus Rock (1998) (voz)
- Payback (1999)
- Molokai: The Story of Father Damien (1999)
- Limbo (1999)
- The Joyriders (1999)
- Comanche (2000)
- The Ballad of Ramblin' Jack (2000) (documental)
- Immaculate Funk (2000) (documental)
- El planeta de los simios (2001)
- Chelsea Walls (2001)
- Wooly Boys (2001)
- John Ford Goes to War (2002) (documental, narrador)
- D-Tox (alias Eye See You) (2002)
- Blade II (2002)
- Easy Riders, Raging Bulls: How the Sex, Drugs and Rock 'N' Roll Generation Saved Hollywood (2003) (documental)
- Where the Red Fern Grows (2003)
- Silver City (2004)
- Final Cut: The Making and Unmaking of 'Heaven's Gate' (2004) (documental)
- Be Here to Love Me: A Film About Townes Van Zandt (2004) (documental)
- Blade: Trinity (2004)
- Trudell (2005) (documental)
- The Jacket (2005)
- The Life and Hard Times of Guy Terrifico (2005)
- The Wendell Baker Story (2005)
- Passion & Poetry: The Ballad of Sam Peckinpah (2005) (documental)
- Dreamer: Inspired by a True Story (2005)
- GUN (2005) (videojuego) voz de Ned
- Disappearances (2006)
- Fast Food Nation (2006)
- Bloodworth (2010)
- Dolphin Tale (2011)
- The Greening of Whitney Brown (2011)
- Deadfall (2012)
- El salvaje medianoche (2013)
- Hickock (2017)